# یخچال طبیعی مارش
یخچال طبیعی مارش یک یخچال طبیعی به درازای نزدیک به ۱۱۰ کیلومتر (۶۸ مایل) است که از شمال فلات قطبی جنوبگان بین رشته کوه میلر و رشته کوه ملکه الیزابت به درون یخچال طبیعی نمرود کشیده می‌شود. این یخچال طبیعی به نام جی.دبلیو. مارش که یکی از اعضای گروه نیوزیلندی سفر اکتشافی همسود ترنس-آتلانتیک بین ۱۹۵۶ (میلادی) تا ۱۹۵۸ (میلادی) بود نامگذاری شد.